# Гусівка (Калінінградська область)
Гусівка (рос. Гусевка, нім. Drugthenen) — селище Зеленоградського району, Калінінградської області Росії. Входить до складу Красноторовського сільського поселення.
Населення — 25 осіб (2015 рік).

## Населення
| 2002 | 2010 |
| ---- | ---- |
| 27   | ↘25  |